# Aleksandr Danilovich Menshikov

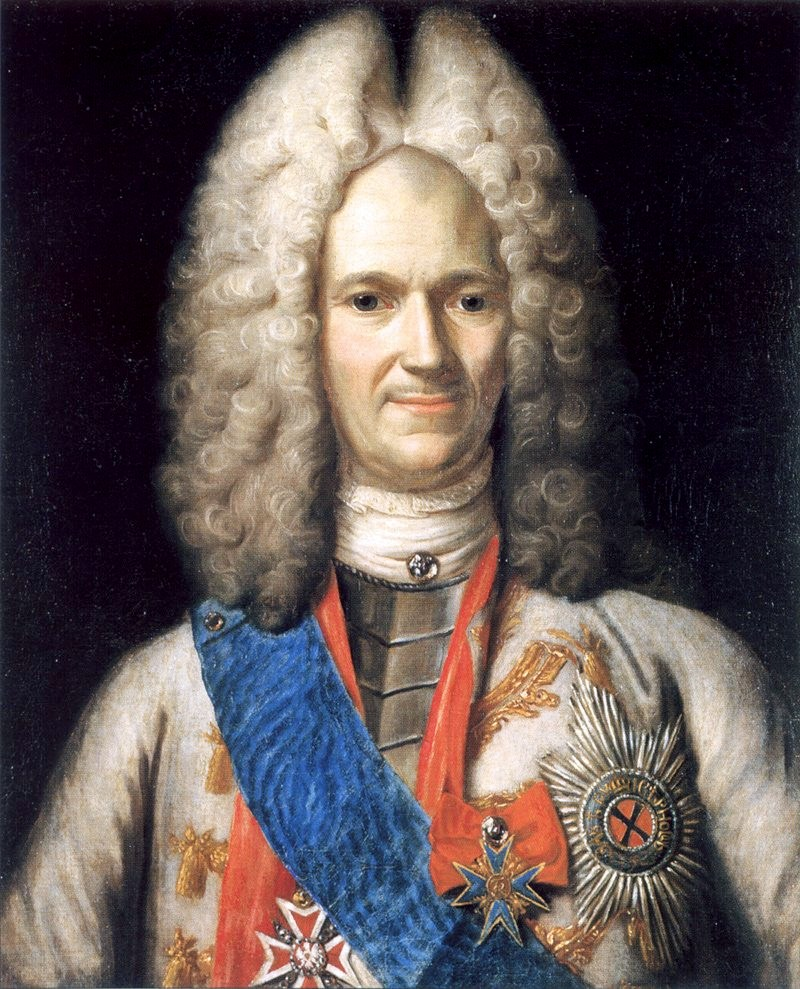
Chân dung Aleksandr Danilovich Menshikov

Aleksandr Danilovich Menshikov (1673–1729) là Công tước (người duy nhất mang tước hiệu cao nhất này, cao hơn cả hoàng thân) của Ingria, Đại Nguyên soái (generalissimo, quân hàm cao nhất của Nga), phó vương đắc lực nhất của Đế quốc Nga dưới triều đại của Pyotr Đại đế. Ông cũng kiêm nhiệm Tổng đốc Sankt-Peterburg, Thượng Nghị sĩ Thứ Nhất, Hiệp sĩ nhận Huân chương St Andrew, Hoàng thân của Thánh chế La Mã, và còn mang tước vị của Ba Lan, Đan Mạch và Vương quốc Phổ. Ông là đại thần tâm phúc nhất của Pyotr Đại đế, người mà Pyotr Đại đế yêu mến nhất chỉ sau Yekaterina I, là người duy nhất có thể tuyệt đối "nói thay Sa hoàng."

## Dòng dõi
Tên tuổi và sự nghiệp của Aleksandr Danilovich Menshikov gắn kết mật thiết với cuộc đời của Pyotr Đại đế, nhưng gốc gác của người phò tá nổi danh lại ẩn chìm trong huyền thoại. Vài người nói cha ông là nông dân người Litva, đã cho ông đi học nghề làm bánh ở Moskva. Họ kể rằng một ngày, ông đang đi dọc đường phố rao bán bánh ông làm thì Francis Lefort trông thấy ông, tỏ ra mến thích và đưa cậu bé vào làm gia nhân cho ông. Sau đó, dù thất học, nhờ tính nhanh nhẹn, tươi vui và dạn dĩ Menshikov thu hút sự chú ý của Sa hoàng. Ông được chuyển qua làm gia nhân cho Pyotr Đại đế. Với vị thế này, tuy chức vụ nhỏ nhưng nhờ được kề cận quân vương, Menshikov vận dụng khả năng làm mê hoặc lòng người và những mánh lới khác nhau để dần dà trở nên một trong những người giàu nhất và có quyền lực nhất châu Âu vào thế kỷ 18. Ông luôn tỏ ra liều lĩnh, đến mức biển thủ quá đáng số tiền được giao cho ông quản lý, và đến mức giúp ông ngăn chặn được cơn cuồng nộ của quân vương. Cuối cùng, Pyotr Đại đế đe dọa trả ông về đi bán bánh trên đường phố Moskva. Tối hôm ấy, Menshikov xuất hiện trước mặt Pyotr Đại đế mang tấm tạp dề và cầm một cái khay đựng bánh đeo qua vai, rao lên: "Bánh nóng! Bánh nóng! Bánh mới làm đây!" Pyotr Đại đế lắc đầu, phá lên cười và lại tha thứ cho ông.
Chuyện thực sự về ông có lẽ chỉ kém lý thú hơn một chút. Điều gần như chắc chắn là cha của Menshikov là binh sĩ phục vụ Sa hoàng Aleksei I rồi trở thành hạ sĩ văn phòng ở Preobrazhenskoe. Gốc gác của gia tộc có lẽ là Litva. Một nhà ngoại giao – người đã giúp Menshikov trở thành Hoàng thân của Thánh chế La Mã – tuyên bố rằng ông là hậu duệ của một gia đình quý tộc ngày xưa. Có lẽ các từ ngữ "quý tộc" và "ngày xưa" được thêm vào hầu Hoàng đế Hapsburg vốn bảo thủ cứng nhắc dễ chấp nhận ông hơn, nhưng có bằng chứng cho thấy thân nhân của Menshikov sinh sống ở Minsk, lúc ấy thuộc về Litva.

## Thời tuổi trẻ
Ông sinh năm 1673, kém Pyotr Đại đế một tuổi rưỡi, lúc còn nhỏ phụ giúp trong chuồng ngựa ở Preobrazhenskoe. Hiểu rõ lợi ích của việc kề cận Sa hoàng, ông xin làm binh sĩ trong đại đội thiếu niên. Năm 1693, ông là binh sĩ pháo binh – binh chủng ưa thích nhất của Pyotr Đại đế – trong Lữ đoàn Preobrazhenskoe. Mang quân hàm trung sĩ, ông đứng kế bên Sa hoàng dưới bức tường thành Azov, và khi Pyotr Đại đế lập Đại Phái bộ Sứ thần, Menshikov là một trong những người tình nguyện đầu tiên và được chọn. Vào lúc này, ông đang là một trong những thị thần của Sa hoàng. Nhiệm vụ của thị thần là đêm ngày chăm sóc quân vương, thay phiên nhau ngủ trong phòng bên cạnh hoặc, khi Sa hoàng đang vi hành, ngủ ở chân giường quân vương. Menshikov làm việc bên cạnh Pyotr Đại đế ở xưởng đóng tàu của Amsterdam và Deptford. Trong nghề mộc xây tàu ông giỏi ngang với Pyotr Đại đế, và là người Nga duy nhất có tay nghề thật sự thời bấy giờ. Ông tháp tùng Sa hoàng trong các chuyến viếng thăm cơ xưởng và phòng thí nghiệm, học nói tiếng Hà Lan và tiếng Đức, và học cách giao tế xã hội. Tuy dễ thích nghi và lãnh hội nhanh, ông vẫn giữ bản chất Nga và, vì thế, gần như là mẫu người mà Pyotr Đại đế muốn tạo dựng cho nước Nga. Ở ông, ít nhất có một người sẵn sàng đoạn tuyệt với tập tục Nga xưa cũ, không những thông minh và tài giỏi, mà còn thực sự thiết tha muốn phục vụ.

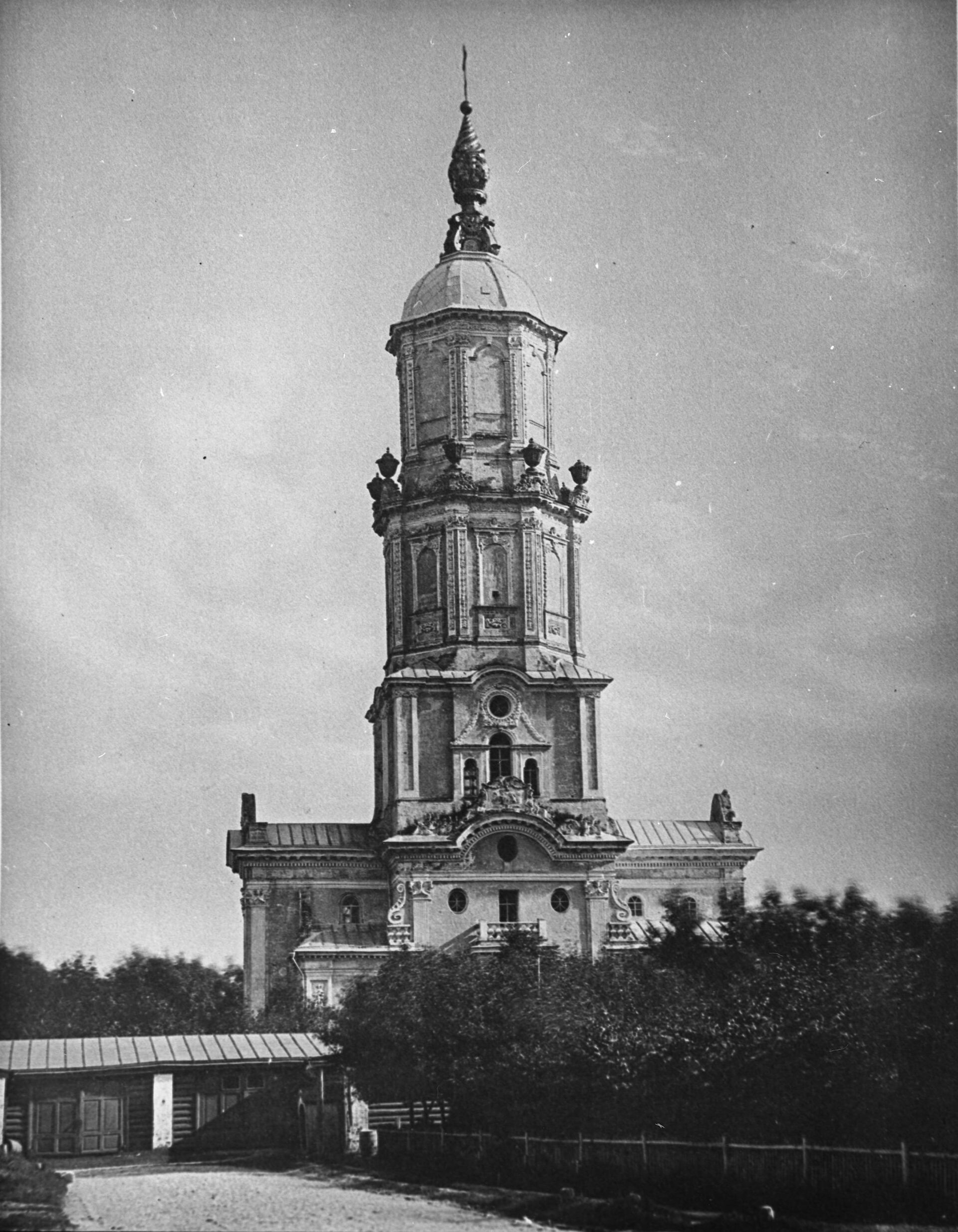
Tháp Menshikov tại Moskva

Điều không tránh khỏi là việc thăng tiến nhanh khiến người khác xầm xì sau lưng về gốc gác gia tộc không rõ ràng và thiếu học thức. Tuy thế, ông vẫn tiếp tục đi lên. Ông là con người đặc biệt ở tính khôn khéo, lạc quan, khả năng thông hiểu kỳ lạ, gần như đoán trước được mọi mệnh lệnh và tâm tư cá nhân của Pyotr Đại đế, và tính nhẫn nhục chịu đựng cơn giận dữ và ngay cả hành vi bạo lực của Sa hoàng. Vài lần ông bị Pyotr Đại đế đấm, có lúc phải nằm dài trên đất. Menshikov chấp nhận không chỉ qua nhịn nhục, mà còn bằng tố chất vui vẻ. Dần dà, khả năng thông hiểu tính khí của Pyotr Đại đế và sẵn sàng đón nhận bất kỳ thứ gì Pyotr Đại đế ban – dù cho ân huệ hoặc bạo lực – đã khiến Pyotr Đại đế thấy không thể thiếu ông được. Ông không còn là thị thần nữa, mà đã trở thành một người bạn.

## Thăng tiến sự nghiệp
Năm 1700, lúc chiến tranh mới bắt đầu, Menshikov vẫn còn làm việc nhà cho Pyotr Đại đế. Nhưng khi chiến tranh đã xảy ra, Menshikov lao vào trận tuyến, cho thấy cũng tài giỏi về mặt chỉ huy quân sự ngang bằng những mặt khác. Ông kề cận Pyotr Đại đế ở Narva và ra đi cùng với Sa hoàng trước khi trận đại bại xảy ra. Trong chiến dịch mà Pyotr Đại đế thân hành chỉ huy ở Ingria năm 1701, Menshikov tỏ ra là sĩ quan trợ lý xuất chúng. Sau khi công hãm và chiếm được Nöteborg (bây giờ là Schlüsselburg), Menshikov nhận chức tổng trấn pháo đài này. Ông tham gia vào các cuộc hành quân tiếp theo, rồi trong việc xây dựng Pháo đài Pyotr và Paul, nhận công tác giám sát thi công một trong sáu công sự, sau đó mang tên ông. Năm 1703, ông làm tổng đốc các tỉnh Karelia, Ingria và Estonia. Cùng năm, để làm vui lòng Sa hoàng, Pyotr Golitsyn, đại sứ Nga ở Viên, dàn xếp để Menshikov nhận tước hiệu Bá tước của Hungary. Năm 1705, Hoàng đế Joseph phong ông làm Hoàng thân của Thánh chế La Mã. Hai năm sau, nhờ chiến công đánh bại quân Thụy Điển ở Kalisz bên Ba Lan, Sa hoàng ban cho ông tước hiệu Hoàng thân Xứ Izhora, với một mảnh đất phong rộng lớn.
Quan trọng hơn tước phong hoặc của cải là tình bạn với Pyotr Đại đế – vì mọi tước phong và của cải đều tùy thuộc vào đây. Cái chết của Lefort năm 1699 khiến cho Sa hoàng không còn người thân cận nào để tâm sự về những tầm nhìn, hy vọng và thất vọng. Menshikov lấp vào chỗ trống, và trong những năm đầu của cuộc chiến, tình bạn với Pyotr Đại đế nảy nở thân thiết hơn. Ông tháp tùng Sa hoàng mọi nơi và nhúng tay vào mọi việc Sa hoàng ra lệnh. Ông có thể cùng Pyotr Đại đế nhậu nhẹt, là người lắng nghe tâm tư của quân vương, là nhà chỉ huy đội kỵ binh của quân vương, và là bộ trưởng trong chính phủ của quân vương – trong mọi cương vị ông đều tỏ ra tận tụy và có kỹ năng. Sa hoàng dần dần xưng hô với ông một cách thân mật hơn.
Với sự nghiệp thăng tiến, tiếp tục được ban phát danh dự và tưởng thưởng, kẻ thù của ông càng nhiều. Dưới mắt họ, ông có vẻ xun xoe, nhiều tham vọng và, khi có quyền lực, trở nên chuyên quyền. Ông có thể tỏ ra khe khắt và tàn nhẫn, và không bao giờ quên khi bị chơi xấu. Nhược điểm lớn nhất của ông, đôi lúc gần khiến cho ông tuột dốc, là thói keo kiệt. Bản thân lớn lên trong cảnh nghèo túng và rồi bị bao quanh với những cơ hội thu tóm của cải, ông nắm bắt bất cứ thứ gì có thể được. Khi ông đã lớn tuổi, tính chất này càng lộ rõ – hoặc ít nhất khó che đậy hơn. Đã biết rõ ông sử dụng quyền hành để làm giàu thêm và thường trực tiếp biển thủ công quỹ, vài lần Pyotr Đại đế cố gắng ngăn chặn. Ông bị đưa ra xét xử trước tòa án, bị cách chức, bị phạt tiền, ngay cả bị Sa hoàng nổi giận đánh đấm. Nhưng lúc nào cũng thế: tình chiến hữu trong 30 năm can dự vào, Pyotr Đại đế nguôi giận, và Menshikov được phục hồi.
Thực ra, Menshikov không phải chỉ là con người tinh ranh hoặc nịnh nọt để tham lam. Ông tỏ ra là một người bạn mà Pyotr Đại đế không thể thiếu. Ông đã trở thành giống như con người của Pyotr Đại đế: vì ông hiểu quá rõ Sa hoàng sẽ hành động như thế nào trong mỗi tình huống mà mọi người xem mệnh lệnh của ông cũng là vương lệnh của Sa hoàng. Có lần, Pyotr Đại đế nói: "Ông ấy hành xử theo ý của mình mà không hỏi ý kiến của ta. Nhưng phần ta chưa hề quyết định việc gì mà không hỏi ý kiến của ông ấy." Dù là theo chiều hướng gì đi nữa, Menshikov đã giúp Pyotr Đại đế tạo dựng nên nước Nga mới.

## Tham nhũng
Có lời nhận xét rằng khi ông di chuyển xuyên nước Nga từ Biển Baltic cực bắc xuống đến Biển Caspian cực nam, mỗi tối ông đều có thể nghỉ đêm trên đất phong của mình. Ông có một dinh thự đồ sộ ở Sankt-Peterburg có thể dọn 200 món ăn đựng trên đĩa bằng vàng. Dù Sa hoàng đã yêu mến ban cho ông nhiều bổng lộc, ông không hề cảm thấy đủ. Khi không có đủ tiền hối lộ và quà cáp, ông tìm cách biển thủ công quỹ. Dù Sa hoàng đã ra những mức tiền phạt khổng lồ, ông vẫn luôn giàu có, và sau một thời gian bị thất sủng ông lại vươn lên.
Pyotr thường nhắm mắt làm ngơ cho ông, nhưng có lúc vượt mức chịu đựng. Một lần, khi Pyotr tạm thời phong tỏa đất phong bao la của ông ở Ukraina và đòi ông phải trả một khoản tiền phạt lớn, Menshikov trả đũa bằng cách cho mang đi mọi rèm cửa, màn che và đồ nội thất trong cung điện của ông. Khi Pyotr đến thăm, ông thấy tòa nhà hầu như trống không. Ông hỏi "Việc này có nghĩa là gì vậy?" Menshikov trả lời: "Than ôi, thưa Hoàng thượng, tôi bắt buộc phải đem bán mọi thứ để thanh toán tiền cho Kho bạc." Pyotr nhìn chăm bẳm ông một lúc rồi nói: "Ta biết rồi. Đừng làm trò với ta. Nếu 24 giờ sau ta trở lại, ngôi nhà của ông không được trang bị cho xứng với một Hoàng thân và Tổng đốc Sankt-Peterburg, số tiền phạt sẽ gấp đôi!" Khi Pyotr quay lại, tòa cung điện được trang hoàng còn lộng lẫy hơn trước.
Menshikov bị Pyotr cảnh cáo nhiều lần, bị tố giác và phạt tiền nhiều lần, nhưng đều thoát trọng tội. Đến năm 1719, ông và Fyodor Matveyevich Apraksin bị kết tội biển thủ, bị xử tịch thu mọi đất phong và tước vị, nhận lệnh phải trả lại thanh gươm và bị quản thúc tại gia để chờ Pyotr phê duyệt bản án. Pyotr thoạt đầu ký duyệt, rồi ngày sau trong sự ngạc nhiên của nhiều người, hủy bỏ bản án vì xét công trạng trong quá khứ. Cả hai được phục hồi mọi tước vị và tài sản, chỉ phải trả tiền phạt nặng. Sa hoàng không thể cai trị mà thiếu hai người.
Đúng như lời tiên đoán của Pyotr rằng "Menshikov luôn luôn là Menshikov", đến năm 1723, Menshikov lại bị bắt và đưa ra xét xử cũng vì tội biển thủ. Cuộc điều tra đang tiếp diễn thì Pyotr qua đời, và sau đó Nữ hoàng Ekaterina I ra lệnh chấm dứt điều tra. Nhưng Menshikov bị mất chức Bộ trưởng Chiến tranh.
Năm 1725, khi Pyotr Đại đế đnng hấp hối trên giương bệnh, Yekaterina nói với Pyotr rằng, để ông được hưởng an bình với Thượng đế, bà xin ông tha thứ cho Menshikov. Pyotr Đại đế đồng ý, và vị Hoàng thân bước vào để được quân vương đang tha thứ lần cuối.

## Dưới triều Nữ hoàng đế Yekaterina I
Sau khi Yekaterina lên ngôi Nữ hoàng, nhân vật nắm quyền cai trị thật sự là Menshikov. Một năm sau khi Pyotr Đại đế qua đời, ông thiết lập Hội đồng Cơ mật Tối cao để "giảm gánh nặng quản trị nhà nước của Lệnh Bà." Sáu thành viên ban đầu của Hội đồng gồm – cả Menshikov – có quyền lực gần như là quân vương, kể cả quyền ban hành nghị định. Menshikov chi phối Hội đồng giống như ông đã chi phối Thượng Nghị viện vốn giờ đây đã bị cắt bớt quyền hạn. Mỗi khi có sự chống đối trong khi họp Hội đồng, ông chỉ việc đứng lên và tuyên bố rằng ý kiến mà ông phát biểu chính là ý của Nữ hoàng.
Menshikov tỏ ra thận trọng khi đề ra chính sách. Ông hiểu rằng nông dân đang chịu gánh nặng của thuế khóa, nên ông nói với Nữ hoàng: "Nông dân và quân đội giống như linh hồn và cơ thể; ta không thể mất cái này mà được cái kia." Theo đó, Yekaterina đồng ý giảm một phần ba thuế thân, cùng lúc cắt giảm một phần ba lực lượng quân sự. Hơn nữa, triều đình xóa nợ cho mọi khoản thuế còn tồn đọng. Nhưng Menshikov không nắm quyền tuyệt đối. Quận công Karl Friedrich của Holstein-Gottorp, con rể của Yekaterina, được bổ nhiệm vào Hội đồng Cơ mật Tối cao dù bị Menshikov chống đối.
Ekaterina qua đời vì bệnh 2 năm 3 tháng sau khi lên ngôi. Khi sắp qua đời, bà chỉ định cháu nội của Pyotr Đại đế, Đại vương công Pyotr Alekseyevich, là người kế vị, với toàn thể Hội đồng Cơ mật Tối cao làm phụ chính. Hai công chúa Anna lúc này lên 17 và Elizaveta lên 16 cũng được cử làm phụ chính.
Điều nghịch lý ở chỗ Alexeevich, niềm hy vọng của giới quý tộc cũ và phe bảo thủ, được lên ngôi tức Hoàng đế Pyotr II là do Menshikov sắp đặt. Dĩ nhiên, động lực của ông chỉ đơn thuần là do ích kỷ. Trong khi Yekaterina còn sống, Menshikov tính toán cơ may của hai cô con gái của bà, Anna và Yelizaveta so với cơ may của Pyotr II, rồi đi đến kết luận là cậu hoàng tử này có triển vọng nhất. Vì thế, ông quay sang ủng hộ Pyotr II và vận dụng uy quyền của mình để thuyết phục Yekaterina nghe theo ý của ông: chỉ định Pyotr II lên ngôi, cử hai công chúa làm phụ chính. Và Menshikov cũng không quên gia đình mình. Trước đó, ông đã xin Yekaterina đồng ý cho hoàng đế tương lai 11 tuổi cưới con gái Maria của ông 16 tuổi.
Việc Menshikov thình lình quay sang ủng hộ Pyotr II khiến các đại thần cũ khác của Pyotr Đại đế kinh ngạc và lo âu. Nhất là Pyotr Andreyevich Tolstoy: ông này hiểu rõ rằng Hoàng đế Pyotr II sẽ tìm cách làm hại ông để báo thù cho việc ông đã dẫn dụ người cha từ Napoli về để nhận cái chết. Tolstoy kêu gọi đến các thành viên khác của Hội đồng Cơ mật Tối cao, nhưng không được ủng hộ mấy, vì nhiều người muốn chờ để nghe ngóng tình hình. Chỉ có Anthony Devier, em rể của Menshikov, và Tướng Ivan Buturlin, Tư lệnh Cảnh vệ, là chống đối Menshikov. Nhưng đã quá muộn. Ekaterina đang hấp hối, và Menshikov đã điều người thân tín của mình làm việc chung quanh bà khiến cho những người khác không thể tiếp xúc với bà. Rồi ông trả đũa: Devier bị đánh roi rồi đày đi Siberia, Tolstoy bị điều đến một hòn đảo trên Biển Bắc và sống ở đây cho đến khi qua đời năm 1729, hưởng thọ 84 tuổi.
Một khi Ekaterina đã qua đời và cậu hoàng đế trẻ Pyotr II được tấn phong, Menshikov hành động nhanh chóng để gặt hái thành quả. Một tuần sau lễ tấn phong, Pyotr II bị bắt buộc phải rời Cung điện Mùa đông để đến sống trong dinh thự của Menshikov. Hai tuần sau, Pyotr II cử hành hôn lễ với Maria. Những người cùng phe với Menshikov, thuộc hai dòng họ quý tộc mới Dolgoruky và Golitsyn, được cử vào Hội đồng Cơ mật Tối cao.
Andrei Ivanovich Osterman bây giờ nhận thêm trách nhiệm là gia sư của Hoàng đế. Cậu học trò không chú ý đến sách vở mà chỉ thích cưỡi ngựa và săn bắn. Khi Osterman tỏ ý trách móc, cậu hoàng đế 11 tuổi đã tỏ tư cách cứng cỏi: "Ông Andrei Ivanovich thân yêu, ta mến ông, và với chức vụ Bộ trưởng Ngoại giao ông là người thiết yếu, nhưng ta phải yêu cầu ông trong tương lai đừng chen vào thú tiêu khiển của ta." Thân cận với Pyotr II gồm có ba người: chị gái Natalia lớn hơn 1 tuổi, dì Yelizaveta 18 tuổi chỉ thích vui chơi mà không màng đến việc nước, và Hoàng thân Ivan Dolgoruky 18 tuổi.
Trong mùa hè 1727, một mình Menshikov ngự trên đỉnh cao quyền lực; có lẽ còn chuyên chế hơn ngay cả Pyotr Đại đế. Ông là nhà cai trị của nước Nga mà không ai dám chống đối, cộng thêm địa vị là cha vợ của Hoàng đế: mọi quân vương của Nga trong tương lai sẽ mang một phần dòng máu của ông. Nhận thấy địa vị của mình dã được vững chắc, Menshikov trở nên táo tợn: ban hành mệnh lệnh một cách kiêu ngạo, ngăn chặn khoản tiền được chuyển đến cho Hoàng đế và khiển trách cậu bé, lấy đi cái đĩa bạc mà Pyotr II đã tặng cô chị Natalia. Cảm thấy cay cú, cậu bé nói với Menshikov một cách đe dọa: "Chúng ta sẽ xem ai là hoàng đế: ông hay là tôi."

## Xuống dốc
Tháng 7 năm 1727, Menshikov ngã bệnh, phải ngưng tham gia việc triều chính. Trong thời gian ông không thể nắm quyền lực, Pyotr II cùng Natalia và Yelizaveta dời đến cư ngụ và làm việc ở Cung điện Peterhof. Quan chức triều đình có nhận xét là việc nước vẫn trôi chảy dù cho Menshikov không hiện diện. Khi khỏi bệnh, Menshikov xuất hiện ở Peterhof, nhưng ông kinh ngạc thấy Pyotr II quay lưng lại với ông. Những người chung quanh cũng kinh ngạc khi nghe Hoàng đế nói với họ: "Các ông thấy đó, cuối cùng tôi đã học được cách khuất phục ông ta." Tháng 9 năm 1727, Menshikov bị tước mọi chức vụ và bị thu hồi mọi huân chương; cả gia đình ông – kể cả con gái Maria – bị dời đến cư ngụ trên một vùng đất phong ở Ukraina. Họ rời Sankt-Peterburg với 4 cỗ xe có sáu ngựa kéo và 60 hòm hành lý.
Bây giờ, Pyotr II chịu ảnh hưởng của dòng họ Dolgoruky. Hoàng thân Alexis Dolgoruky, cha của bạn Hoàng đế là Ivan, và Hoàng thân Vasiliy Lukich Dolgorukov được cử vào Hội đồng Cơ mật Tối cao. Dòng họ Dolgoruky chấm dứt hẳn sự nghiệp của Menshikov: tháng 4 năm 1728 ông bị kết tội phản quốc vì đã tiếp xúc với Thụy Điển, cả gia tài vĩ đại của ông bị tịch thu. Cả gia đình bị đày đến một làng hẻo lánh trên vùng thảo nguyên ở bắc Siberia. Ông qua đời ở đây vào tháng 11 năm 1729, thọ 56 tuổi, và ít tuần sau Maria cũng qua đời.